# ببغائية (فلسفة)

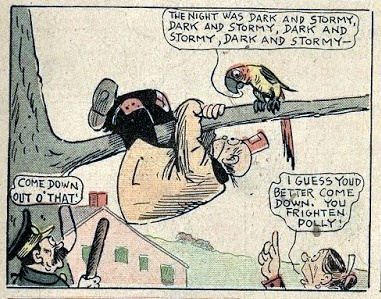
يشير مصطلح "الببغائية" إلى الكلام التكراري الذي يشبه حديث الببغاء.

الببغائية (بالإنجليزية: Psittacism)‏، هي ظاهرة كلامية أو كتابية تتسم بالطابع الآلي أو التكراري على نحو يشبه طريقة الببغاء. بشكل أوسع، يُستخدم هذا المصطلح كوصم للتعبير عن استخدام الكلمات بشكل يبدو خالياً من الاهتمام بمعناها الحقيقي.

## التأثيل
الكلمة مشتقة من المصطلح اللاتيني psittaci الذي يشير إلى الببغاوات، والذي يعود بدوره إلى الكلمة اليونانية ψιττακός (بسيتاكوس). يُستعمل هذا المصطلح بالإشارة إلى قدرة بعض الببغاوات على تكرار كلمات البشر دون فهم لمعناها. وتُعتبر الببغاوات رموزًا للتكرار الببغائي في هذا السياق.في قصة "قلب بسيط" للكاتب فلوبير، قد يكون الببغاء قد استُخدم لتجسيد هذا المعنى. وقد أشار بن ستولتزفوس في مقاله المنشور في مجلة The French Review إلى هذا الرمز:
وهكذا، فإن "لولولو" هو ببغاء، وفي الوقت ذاته رمز للببغائية، ذلك الداء الذي أصاب العديد من شخصيات فلوبير، حيث يقومون بترديد التفاهات دون تفكير أو معنى، أو يصبحون ضحايا لهذه الببغائية.

## في الفلسفة
الببغائية هي الحكم و الاستدلال بالألفاظ من دون أن تكون المعاني حاضرة في الذهن. والببغائية نسبةً إلى طائر الببغاء الذي يكرر ما يسمعه من كلام دون أن يدرك معناه. وقد قال (ليبنيز): 
«كثيرا ما نفكر بالألفاظ من دون أن تكون الأشياء نفسها حاضرة في أذهاننا. إن هذه المعرفة لا تؤثر في (القلب). وهكذا، إذا كنا نفضل الأسوأ على غيره، فمرد ذلك إلى أننا نشعر بالخير الذي يحتويه من دون أن نشعر بالشر الذي فيه، أو بالخير الذي في ضده. فنفرض ونعتقد أو بالأحرى نردّد، لمجرّد ثقتنا بغيرنا، أو لثقتنا على الأكثر بما نتذكره من استدلالاتنا الماضية، أن أعظم الخير في الجانب الأحسن، وأن أعظم الشر في الآخر. ولكن أفكارنا واستدلالاتنا المضادة للشعور هي، عند عدم نظرنا فيها، نوع من الببغائية التي لا تولّد في الذهن شيئا».
يشير هذا القول إلى أن (ليبنيز) استخدم مصطلح "الببغائية" للإشارة إلى الاسمية المفرطة (Nominalisme)، التي تختزل المعاني في الألفاظ الدالة عليها دون تجاوزها، مما يجعلها غير مميزة بين كلام الإنسان وكلام الببغاء (Psittacus). أما الاسمية المعقولة، فهي تختلف تمامًا عن الببغائية، حيث تستند إلى مفهوم أعمق، يجعل معنى الاسم مرتبطًا بعدد غير محدد من الصور والمعاني المتنوعة. ومع ذلك، هناك نوع من الببغائية الواقعية التي تنطوي على خطر كبير. فكثيرًا ما نجد أنفسنا نفكر من خلال الإشارات (التي تكون في أغلب الأحيان مجرد بدائل Substituts) دون أن تكون الصور التي تشكل المعاني حاضرة في أذهاننا. وهذا يجعلنا نظن أننا نفكر، بينما في الحقيقة لا نفعل سوى ترديد ألفاظ لا نفهم معانيها. وهذا ما أشار إليه (ليبنيز) حين قال: إننا كثيرًا ما نستبدل جوهر الأشياء بمظاهرها السطحية، فنردد الحكم المأثورة دون أن ندرك معانيها إدراكًا حقيقيًا.